# Empire! Empire! (I Was a Lonely Estate)
Empire! Empire! (I Was a Lonely Estate) est un groupe d'emo américain, originaire de Fenton, dans le Michigan.

## Biographie
Empire! Empire! (I Was a Lonely Estate) est formé en 2006 à l'origine comme projet solo de Keith Latinen. Le style musical du groupe est souvent comparé à du rock indépendant axé emo des années 1990 dans la veine de Mineral et American Football. Le premier album du groupe est un EP intitulé When the Sea Became a Giant publié en 2007. Le groupe publie ensuite son premier album studio, What It Takes to Move Forward, en 2009. Empire! Empire! (I Was a Lonely Estate) signe au label Count Your Lucky Stars Records, et publie plusieurs albums sur un nombre d'autres labels, comme no capital letters (Royaume-Uni), Topshelf Records, Stiff Slack (Japon), et Hobbledehoy Record Co (Australie).
Le groupe publie son deuxième album, You Will Eventually Be Forgotten, le 19 août 2014. Le 16 février 2016, le groupe annonce une dernière tournée avant sa séparation, comme indiquée sur sa page officielle Facebook.

## Membres

### Derniers membres
- Keith Latinen - chant, guitare, basse, batterie, trompette, violoncelle
- Cathy Latinen - guitare, chant
- Jon Steinhoff - batterie, chant
- Joseph « Gooey » Dane - basse

### Anciens membres
- Jon Steinhoff - batterie
- Ryan Stailey - batterie
- Jon Murrell - batterie
- Matt Brim - batterie
- DJ Degennaro - basse
- Ahmad Naboulsi - basse
- Rich Ayers - basse
- Danny Miller - basse
- Derek McNelly - basse

## Discographie

### Albums studio
- 2009 : What It Takes to Move Forward[3]
- 2014 : You Will Eventually Be Forgotten[4]

### EP
- 2007 : When the Sea Became a Giant EP (2007)[5]
- 2009 : Summer Tour EP '09 (2009)
- 2011 : Home After Three Months Away (7")
- 2011 : On Time Spent Waiting, or Placing the Weight of the World on the Shoulders of Those You Love the Most (7")
- 2013 : In Which the Choices We Didn't Make Were Better than the Ones that We Did

### Vinyles
- 2008 : Year of the Rabbit 7"[6]
- 2011 : SXSW Promo (7")
- 2012 : Bramble Jam II (promo 7")

### Splits
- 2009 : Empire! Empire! (I Was a Lonely Estate) / Football, Etc.
- 2010 : Empire! Empire! (I Was a Lonely Estate) / Into It. Over It.
- 2011 : Empire! Empire! (I Was a Lonely Estate)/ Mountains for Clouds/ Two Knights/ Driving On City Sidewalks 4-Way Split 7" (2012)
- 2012 : Empire! Empire! (I Was a Lonely Estate)/ Arrows
- 2012 : Empire! Empire! (I Was a Lonely Estate)/ Rika
- 2013 : Empire! Empire! (I Was a Lonely Estate)/ Malegoat
- 2013 : Empire! Empire! (I Was a Lonely Estate)/ Your Neighbour, the Liar/ The Smithsonian
- 2013 : Empire! Empire! (I Was a Lonely Estate)/ Dikembe/ The Hotel Year/ Modern Baseball/ Old Gray/Pentimento

### Compilations
- 2010 : Early Discography
- 2011 : Middle Discography